# Consolat de Mar (Mallorca)
L'edifici del Consolat de Mar és un edifici públic situat Palma (Mallorca) que constitueix la seu de Presidència del Govern Autonòmic de les Illes Balears, i que rep el nom del Consolat de Mar, una institució de la Corona d'Aragó que, al Regne de Mallorca, tenia entitat pròpia.
Està situat a l'antic barri mariner, entre les Drassanes i la Llonja, i fou construït al segle xvii com a part del conjunt d'edificis que constituïa la seu del Col·legi de Mercaders, format per l'edifici en qüestió, la capella i, principalment, la Llonja, el més monumental de tots. Originàriament, la seu del Consolat, d'ençà de la seva fundació al segle xiv i fins a l'any 1800, fou la mateixa Llonja, i aquest edifici fou concebut per oferir als membres del consell del Col·legi de Mercaders un espai privat de reunió i treball, atès que l'edifici de la Llonja no oferia sales tancades sinó solament un gran espai obert. No fou fins a 1800, amb la creació del Consolat de Mar i Terra, instal·lat en aquestes dependències, que l'edifici començaria a rebre el nom de Consolat de Mar. Més de cent anys després de la desaparició de la institució, amb la creació de l'Autonomia, va esdevenir la seu del govern autonòmic, funció que manté actualment.

## Institució
El Consolat de Mar fou una institució de la Corona d'Aragó encarregada de tractar les qüestions relacionades amb el món marítim i comercial i exercir de tribunal marítim. Cadascuna de les ciutats de la Corona disposava d'un Consolat de Mar: la primera ciutat a tenir-ne degué ésser Barcelona, atès que la primera documentació és de 1258, i segurament havia estat creat a imitació dels consolats de les ciutats marítimes italianes, coneguts ja del segle xi. El 1326, durant el regnat de Jaume III, el rei concedí la creació d'un Consolat de Mar per Mallorca, que s'establí a la ciutat i es regí pels costums marítims de Barcelona. El 1343, Pere el Cerimoniós reestructurà el consolat de Mallorca a imatge del de València, que havia estat creat el 1283.
El Consolat de Mar era un tribunal conformat per dos cònsols, la funció dels quals era resoldre les querelles que es donaven entre mercaders i mariners per mitjà de sentències judicials. A més, tenia les funcions de policia marítima i de taxar els béns i els danys, en cas de destrosses per temporal. La seva jurisdicció acabava a l'illa de Mallorca: a Menorca i Eivissa depenia dels batles reials. L'elecció dels cònsols es produïa cada any la vespra de Sant Joan a l'església de Sant Joan de la mateixa ciutat.
El compendi legal sobre el qual es basaven els cònsols per emetre les seves sentències en el tribunal era el Llibre del Consolat, que constitueix la primera temptativa de dret marítim europeu. Era conformat per textos (principalment en català i, en menor mesura, en llatí) procedents dels consolats de Mallorca, València i Barcelona, i tengué una influència tan gran que, a partir del segle xv, fou traduït a nombrosos idiomes, i fou emprat com a únic codi marítim a tota l'Europa mediterrània fins a final del segle xvii. El còdex més antic que se'n conserva procedeix de Mallorca, data de 1385 i actualment es troba a la biblioteca de la Real.
El Consolat de Mar de Mallorca depenia de la Universitat: els cònsols eren elegits pels jurats de la ciutat, i havien de retre comptes de l'administració a la Universitat. No obstant això, a la pràctica funcionava com a institució vinculada al Col·legi de Mercaders: els cònsols havien de pertànyer a l'estament dels mercaders, i no eren elegits pel conjunt de jurats, sinó solament per aquells que també pertanyien a l'estament dels mercaders. És per això que, després d'haver estat en alguns edificis llogats, a partir del segle xv les funcions dels cònsols es desenvolupaven a les mateixes instal·lacions del Col·legi, que a partir del segle xv volia dir la Llonja.
Efectivament, doncs, els tribunals del Consolat es desenvolupaven dins la mateixa Llonja, i així continuà fins i tot després que, el segle xvii el Col·legi de Mercaders decidís de construir l'edifici que actualment es diu del Consolat de Mar: llavors, aquest edifici fou destinat a sales per reunions dels membres del consell del Col·legi de Mercaders i pels seus dos defenedors ('presidents'). Durant els segles xvii i xviii, l'edifici fou sempre considerat unes dependències annexes a la Llonja.
El 1715, amb la imposició del Decret de Nova Planta, pervisqueren tant el Col·legi de Mercaders com el Consolat de Mar, però veieren com la subordinació al poder reial augmentava: el Col·legi perdé la capacitat de recaptar imposts, i els cònsols passaren a ser designats per la modificada Reial Audiència. Posteriorment, el 1800, s'establí per reial cèdula la reestructuració del consolat en Consolat de Mar i Terra, a imatge del de Sevilla: aquesta institució, depenent de la Reial Audiència, substituïa el Col·legi de Mercaders i el Consolat de Mar unificant les seves funcions en un sol òrgan, que tenia la seva seu, ara sí, en les dependències annexes de la Llonja, que, a partir d'ara, començarien a ser anomenades Consolat de Mar. El Consolat de Mar i Terra fou suprimit el 1829 per donar pas a altres organismes que, finalment, desaparegueren el 1868 després que un decret suprimís tots els tribunals de comerç de l'estat.

## Edifici

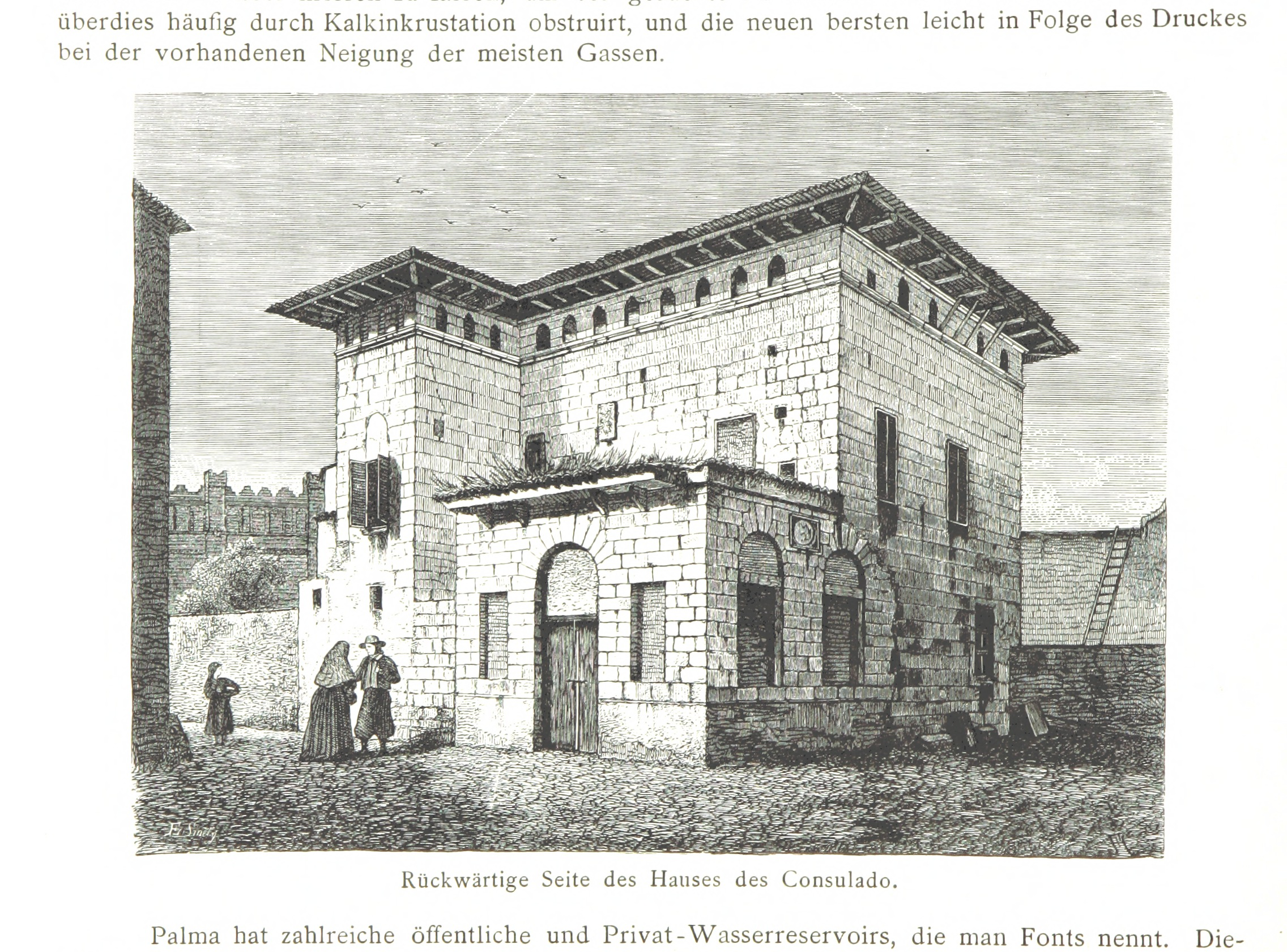
L'edifici el vist de la plaça de les Drassanes

L'edifici actual és fruit de diversos projectes i intervencions al llarg de la història, que n'han configurat la seva fesomia actual. La part més antiga del conjunt és la capella, situada al centre de l'edifici, construïda en la dècada de 1530 però no acabada definitivament fins a 1600. És dedicada a la Mare de Déu dels Navegants, festivitat celebrada el 13 de novembre, i les misses corrien a càrrec de la comunitat carmelitana de la ciutat.
La resta de les edificacions estan concebudes com un edifici que s'estructura entorn de la capella, formant un anell obert. La part més antiga data del segle xvii: les obres començaren amb posterioritat a 1614, i abans de 1644 ja semblen concloses. La part central d'aquest projecte, i la més valuosa arquitectònicament i històricament, és la nau que conté la galeria renaixentista i que mira a la mar. Actualment constitueix l'entrada monumental a l'edifici, però antigament se situava davant la murada, just per damunt; l'entrada principal era per la part del jardí que mira a la Llonja, actualment d'ús secundari. En destaca, sobretot, la sala capitular o sala de juntes, on es reunia el consell dels mercaders, i actualment la mesa del Consell de Govern.

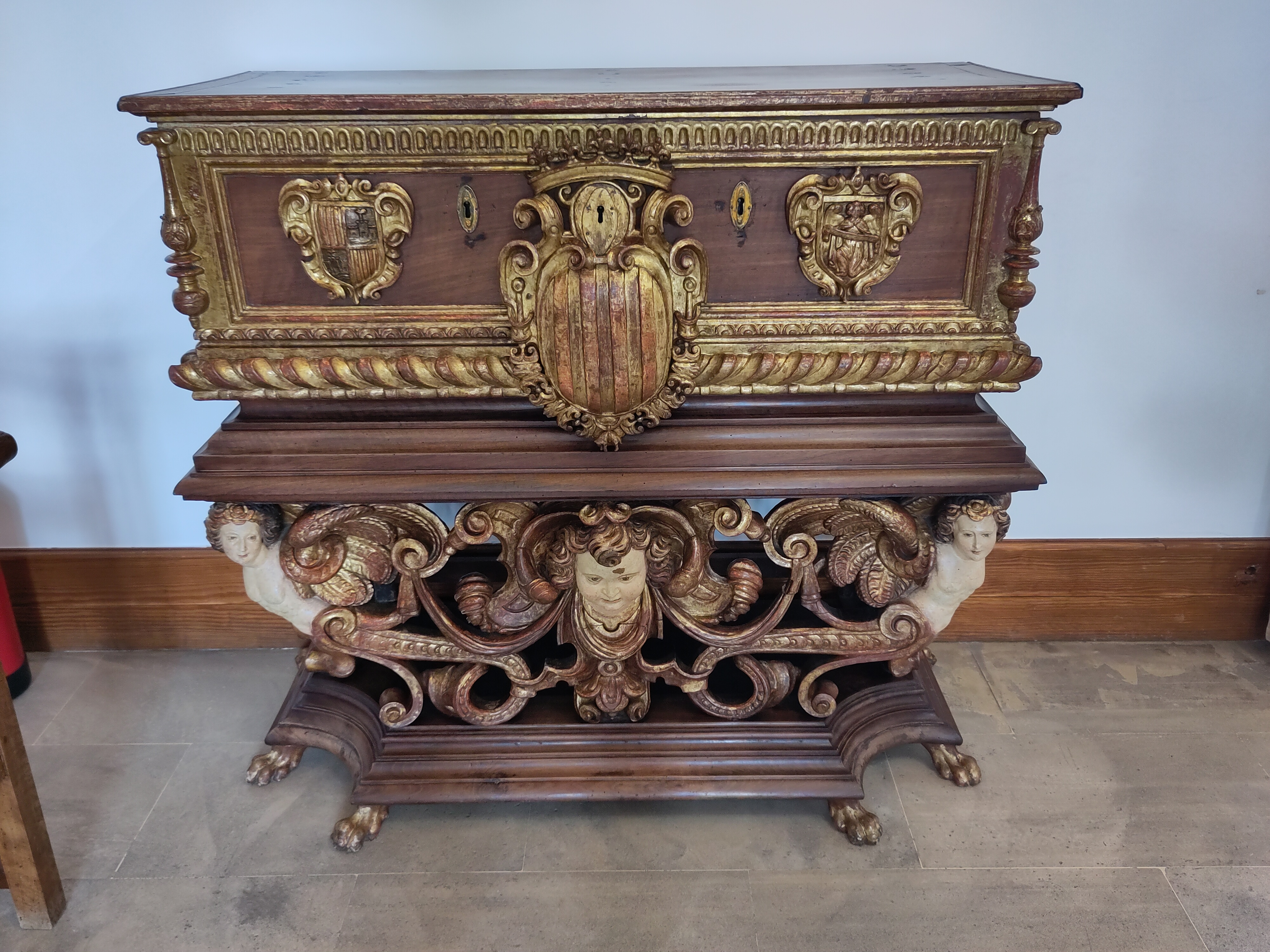
La caixa d'insaculacions del Col·legi de Mercaders

L'ús que tengué aquest edifici, doncs, fou el de dependències particulars del Col·legi de Mercaders, que l'emprava com a sales de reunions pels membres del Consell i pels seus dos defenedors, el càrrec màxim del col·legi. A més, s'hi construí una torre per traslladar-hi el rellotge que hi havia instal·lat a una de les torres de la Llonja. També es construí un balcó tribuna de la sala a la capella perquè els consellers i els cònsols poguessin seguir la missa.
Ja al mateix segle xvii el Col·legi de Mercaders entrà en decadència, i al llarg de tot el segle xviii l'edifici es deteriorà. A la creació del Consolat de Mar i Terra l'any 1800, la nova institució es traslladà en aquestes dependències, i es dugué a terme un projecte de rehabilitació i ampliació, que comportava la construcció de tot un cos al carrer de la Llonja en estil neoclàssic, segons projecte d'Isidro González Velázquez, que arribà a Mallorca el 1813 i projectà el passeig del Born. Aquest projecte, per manca de recursos, no tirà endavant, però se'n construí un petit segment, que es correspon amb la cantonada de la plaça de les Drassanes. A més, es construí un pis damunt la planta noble, amb tot un seguit de finestres damunt la galeria, que tampoc no s'acabà; l'aspecte conclòs que presenta actualment és fruit de les reformes posteriors.

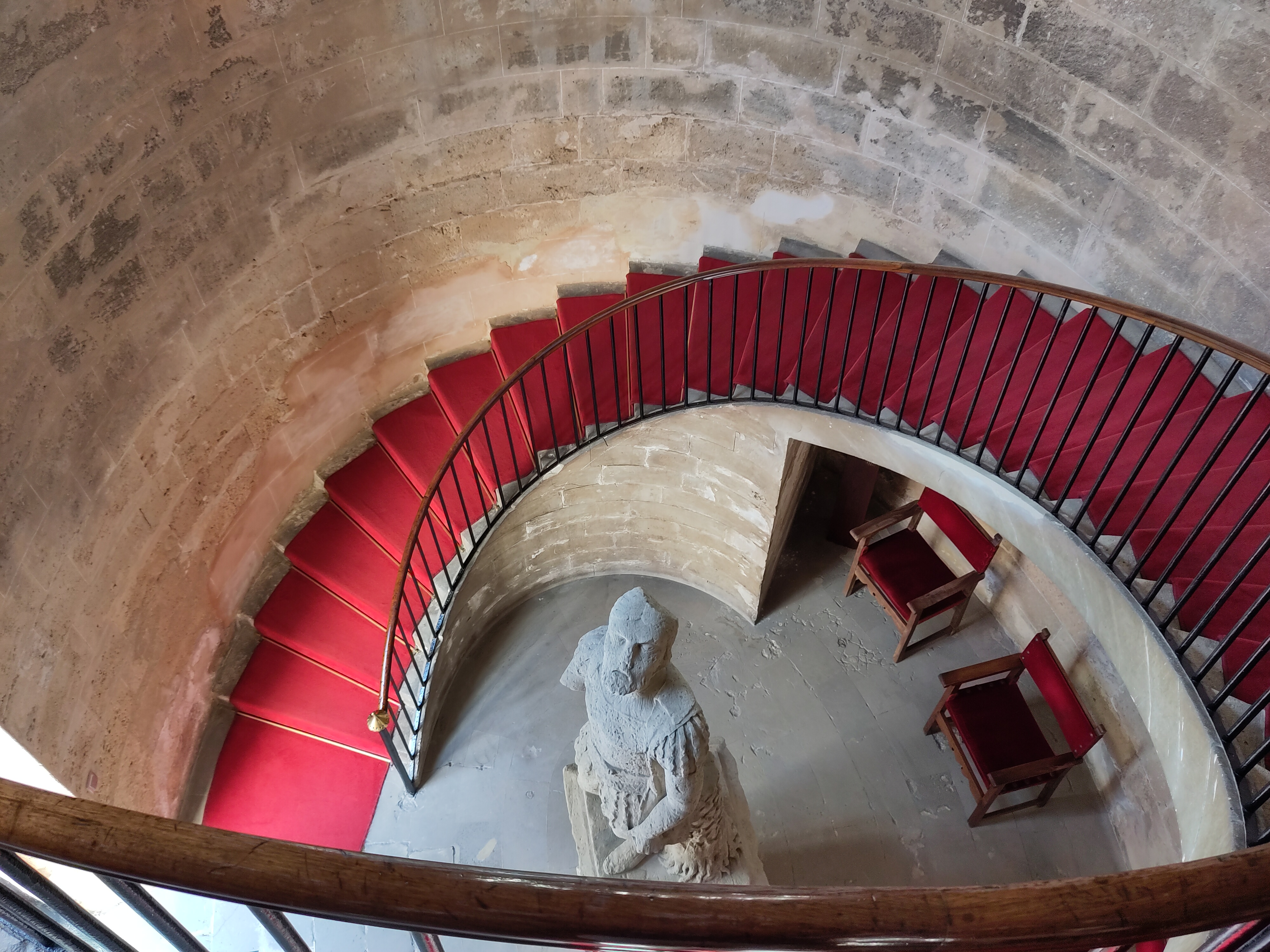
L'escala el·líptica, producte de la reforma d'Isidro González

El 1829, el Consolat de Mar i Terra fou suprimit, i donà pas a la Reial Junta de Comerç de Mallorca, que més endavant es desdoblà en dos nous organismes: l'antic tribunal consular, novament reformat, passà a denominar-se Tribunal del Comerç, i mantengué la seu al vell edifici. Finalment, el 1868 un decret suprimí tots els tribunals de comerç, i l'edifici passà a la Junta Provincial d'Agricultura, Indústria i Comerç, que en llogà part de les dependències, i el seu estat d'abandonament continuà d'avançar. A final del segle xix, després de l'enderrocament de la murada el 1873, hi hagué un projecte, obra de Francesc Pou, per ampliar l'edifici en estil neoplateresc i integrar-lo en el nou passeig, però no es dugué mai a terme. A continuació la titularitat passà al Ministeri d'Educació: entre 1913 i 1917 hi hagué l'escola de magisteri femenina, i entre 1933 i 1936 hi hagué el museu pedagògic. També hi hagué una biblioteca pedagògica i, a l'antiga capella, una escola d'infants.
Després de la Guerra, es dugué a terme un projecte de restauració i rehabilitació, que corregué a càrrec de Gabriel Alomar, amb motiu de la instal·lació del Museu Marítim als baixos de l'edifici. El projecte restaurà la façana de mar i la galeria renaixentista, recol·locà els escuts de la façana i obrí un portal de mig punt, actual entrada monumental, que permetia accedir al museu i mantenir-lo separat de les dependències de la planta noble, a les quals s'accedia per l'entrada de darrere, i que acollien la Prefactura Provinvial del Moviment Nacional.
A la Transició, l'edifici fou cedit a la nova autonomia, amb la intenció que fos la seu de la Presidència. Per aquest motiu, es dugueren a terme una sèrie de reformes, primer a càrrec de Josep Alcover, que conclogué el pis inacabat de damunt la galeria, i posteriorment a càrrec d'Aleix Reynés, que amplià l'edifici amb un cos al carrer de la Llonja, perfectament integrat en la resta de l'edifici.